# 히피아스 (정치인)
아테네의 히피아스(고대 그리스어: Ἱππίας ὁ Ἀθηναῖος, 기원전 560년경 ~ 기원전 490년경)는 고대 그리스의 정치가이다. 페이시스트라토스의 아들 중 하나로 아버지가 죽은 후 동생 히파르쿠스와 함께 기원전 527년에서 기원전 510년 사이에 고대 아테네를 다스렸다. 그 후 아우가 죽자 포악한 정치를 하다가 스파르타의 클레오메네스 1세에 의해 쫓겨났다. 그는 페르시아 제국의 황제 다리우스 1세가 있는 곳으로 가서 페르시아 전쟁에 참가하였다.

## 생애
어머니 이름과 가족은 알려져 있지 않다. 기원전 528년에서 527년에 히피아스가 페이시스트라토스를 승계했다.